# Список лидеров кинопроката США 2015 года
Список лидеров кинопроката США 2015 года содержит аннотированное перечисление фильмов, которые занимали первое место в США по итогам сборов каждой из недель 2015 года.

## Список
Указаны сборы в кинопрокате за одну текущую неделю.
| #  | Дата             | Фильм                                      | Сборы        | Примечание |
| -- | ---------------- | ------------------------------------------ | ------------ | --- |
| 1  | 4 января 2015    | Хоббит: Битва пяти воинств                 | $21 732 090  | |
| 2  | 11 января 2015   | Заложница 3                                | $39 201 657  | |
| 3  | 18 января 2015   | Снайпер                                    | $89 269 066  | «Снайпер» занял первое место благодаря своему выходу в широкий прокат после трёх выходных ограниченного проката (четыре кинотеатра). Он также побил рекорды «Совместной поездки» (41,5 миллиона долларов) по самому кассовому дебютному уик-энду в январе, что также стало самым успешным дебютом на выходных в День Мартина Лютера Кинга. Фильм также побил два рекорда, установленные «Аватаром»: по самому высоким общим сборам за выходные в январе (68,4 миллиона долларов) и в уик-энд Мартина Лютера Кинга (42,7 миллиона долларов). Он также побил рекорд «Страстей Христовых» (83,8 миллиона долларов) по самому кассовому дебютному уик-энду для зимнего релиза. |
| 4  | 25 января 2015   | Снайпер                                    | $64 628 304  | В дополнение к рекорду «Мальчишника 2: Из Вегаса в Бангкок» (3 675 кинотеатров) по самому широкому прокату фильма с рейтингом R (3 705) второй уик-энд «Снайпера» также побил рекорд «Страстей Христовых» (53,2 миллиона долларов) по самым большим сборам за второй уик-энд для фильма с рейтингом R. |
| 5  | 1 февраля 2015   | Снайпер                                    | $30 660 528  | «Снайпер» стал первым фильмом 2015 года, который лидировал по кассовым сборам три уик-энда подряд. |
| 6  | 8 февраля 2015   | Губка Боб в 3D                             | $55 365 012  | |
| 7  | 15 февраля 2015  | Пятьдесят оттенков серого                  | $85 171 450  | «Пятьдесят оттенков серого» побили рекорд «Страстей Христовых» (83,8 миллиона долларов) по самому кассовому дебютному уик-энду в феврале и рекорд «Дня святого Валентина» (63,1 миллиона долларов) по самому кассовому дебютному уик-энду в Президентский день. Они также побили рекорд «Сумерек» (69,6 миллиона долларов) по самому кассовому дебютному уик-энду для женского фильма. |
| 8  | 22 февраля 2015  | Пятьдесят оттенков серого                  | $22 259 030  | |
| 9  | 1 марта 2015     | Фокус                                      | $18 685 137  | |
| 10 | 8 марта 2015     | Робот по имени Чаппи                       | $13 346 782  | |
| 11 | 15 марта 2015    | Золушка                                    | $67 877 361  | |
| 12 | 22 марта 2015    | Дивергент, глава 2: Инсургент              | $52 263 680  | |
| 13 | 29 марта 2015    | Дом                                        | $52 107 731  | |
| 14 | 5 апреля 2015    | Форсаж 7                                   | $147 187 040 | «Форсаж 7» побил рекорд «Первого мстителя: Другая война» (95 миллионов долларов) по самому кассовому дебютному уик-энду в апреле и рекорд «Битвы титанов» (61,2 миллиона долларов) по самому кассовому дебютному пасхальному уик-энду. |
| 15 | 12 апреля 2015   | Форсаж 7                                   | $59 585 930  | |
| 16 | 19 апреля 2015   | Форсаж 7                                   | $29 156 595  | По итогам недели «Форсаж 7» побил рекорд «Аватара» (19 дней) как самый быстрый фильм, собравший 1 миллиард долларов по всему миру, преодолев отметку за 17 дней. |
| 17 | 26 апреля 2015   | Форсаж 7                                   | $17 821 440  | «Форсаж 7» стал первым фильмом после «Голодных игр», который лидировал в прокате четыре уик-энда подряд. Он также стал первым фильмом после «Стражей Галактики», который стал лидером кассовых сборов на четвёртой неделе после выхода в прокат. |
| 18 | 3 мая 2015       | Мстители: Эра Альтрона                     | $191 271 109 | «Мстители: Эра Альтрона», заработавшие 3 миллиона долларов на предварительных показах в четверг в IMAX, побили рекорд «Тёмного рыцаря: Возрождение легенды» (2,3 миллиона долларов) по самым большим кассовым сборам в четверг на показах IMAX за всё время. |
| 19 | 10 мая 2015      | Мстители: Эра Альтрона                     | $77 746 929  | |
| 20 | 17 мая 2015      | Идеальный голос 2                          | $69 216 890  | «Идеальный голос 2» побил рекорд «Классного мюзикла: Выпускной» (42 миллиона долларов) по самому кассовому дебютному уик-энду для игрового музыкального фильма. |
| 21 | 24 мая 2015      | Земля будущего                             | $33 028 165  | |
| 22 | 31 мая 2015      | Разлом Сан-Андреас                         | $54 588 173  | |
| 23 | 7 июня 2015      | Шпион                                      | $29 085 719  | |
| 24 | 14 июня 2015     | Мир юрского периода                        | $208 806 270 | «Мир Юрского периода» побил рекорд «Человека из стали» (116,6 миллиона долларов) по самому кассовому дебютному уик-энду в июне и рекорд «Годзиллы» (93,2 миллиона долларов) по самому кассовому дебютному уик-энду для художественного фильма о существах. Он также побил рекорды «Мстителей» (207,4 миллиона долларов) по самому кассовому дебютному уик-энду в летние месяцы, для 3D-фильма, фильма с рейтингом PG-13 и за всё время. |
| 25 | 21 июня 2015     | Мир юрского периода                        | $106 588 440 | «Мир юрского периода» побил рекорд «Мстителей» (103,1 миллиона долларов) по самым высоким сборам за второй уик-энд. На втором месте фильм «Головоломка» с 90,4 миллиона долларов в первый уик-энд побил рекорд «Послезавтра» (68,7 миллиона долларов) по самому кассовому дебютному уик-энду для фильма, который не вышел на первое место, рекорд «Аватара» (77 миллионов долларов) за самый кассовый дебютный уик-энд для оригинального фильма, а также рекорд «Симпсонов в кино» (74 миллиона долларов) для самого кассового дебютного уик-энда для анимационного фильма, не являющегося сиквелом. |
| 26 | 28 июня 2015     | Мир юрского периода                        | $54 532 615  | По итогам недели «Мир юрского периода» побил рекорд «Форсажа 7» (17 дней) как самый быстрый фильм, собравший 1 миллиард долларов в мире, преодолев отметку за 13 дней. |
| 27 | 5 июля 2015      | Головоломка                                | $29 771 224  | «Головоломка» заняла первое место в третий уик-энд после выхода в прокат. По первоначальным оценкам «Мир юрского периода» опережал «Головоломку». |
| 28 | 12 июля 2015     | Миньоны                                    | $115 718 405 | Сборы «Миньонов» в размере 46,2 миллиона долларов в день открытия побили рекорд «Истории игрушек: Большой побег» (41,1 миллиона долларов) по самым высоким сборам в день открытия для анимационного фильма. Они также побили рекорд «Звёздных войн. Эпизод III: Месть ситхов» (108,4 миллиона долларов) по самому кассовому дебютному уик-энду у приквела. |
| 29 | 19 июля 2015     | Человек-муравей                            | $57 225 526  | |
| 30 | 26 июля 2015     | Человек-муравей                            | $24 909 332  | |
| 31 | 2 августа 2015   | Миссия невыполнима: Племя изгоев           | $55 520 089  | |
| 32 | 9 августа 2015   | Миссия невыполнима: Племя изгоев           | $28 502 372  | |
| 33 | 16 августа 2015  | Голос улиц                                 | $60 200 180  | «Голос улиц» побил рекорд «Переступить черту» (22,3 миллиона долларов) по самому кассовому дебютному уик-энду для музыкального биографического фильма и рекорд «Американского пирога 2» (45,1 миллиона долларов) по самому кассовому уик-энду в августе для фильма с рейтингом R. |
| 34 | 23 августа 2015  | Голос улиц                                 | $26 364 020  | |
| 35 | 30 августа 2015  | Голос улиц                                 | $13 133 560  | |
| 36 | 6 сентября 2015  | Командный пункт                            | $9 480 535   | «Командный пункт» занял первое место во второй уик-энд после выхода в прокат. |
| 37 | 13 сентября 2015 | Идеальный парень                           | $25 888 154  | |
| 38 | 20 сентября 2015 | Бегущий в лабиринте: Испытание огнём       | $30 316 510  | |
| 39 | 27 сентября 2015 | Монстры на каникулах 2                     | $48 464 322  | «Монстры на каникулах 2» побили рекорд «Монстров на каникулах» (42,5 миллиона долларов) по самому кассовому дебютному уик-энду в сентябре. |
| 40 | 4 октября 2015   | Марсианин                                  | $54 308 575  | |
| 41 | 11 октября 2015  | Марсианин                                  | $37 005 266  | |
| 42 | 18 октября 2015  | Ужастики                                   | $23 618 556  | |
| 43 | 25 октября 2015  | Марсианин                                  | $15 732 907  | «Марсианин» вернул себе первое место в четвёртый уик-энд после выхода в прокат, что сделало его первым фильмом после «Форсажа 7», который стал лидером по кассовым сборам в четвёртый уик-энд. |
| 44 | 1 ноября 2015    | Марсианин                                  | $11 715 097  | «Марсианин» стал первым фильмом после «Форсажа 7», который лидировал по кассовым сборам в течение четырёх выходных, а также первым фильмом после «Стражей Галактики», который лидировал по кассовым сборам в пятый уик-энд и в течение четырёх непоследовательных выходных. |
| 45 | 8 ноября 2015    | 007: Спектр                                | $70 403 148  | |
| 46 | 15 ноября 2015   | 007: Спектр                                | $33 681 104  | |
| 47 | 22 ноября 2015   | Голодные игры: Сойка-пересмешница. Часть 2 | $102 665 981 | |
| 48 | 29 ноября 2015   | Голодные игры: Сойка-пересмешница. Часть 2 | $52 004 595  | На третьем месте «Крид: Наследие Рокки», заработавший в первый уик-энд 30,1 миллиона долларов, побив рекорд «Живой стали» (27,3 миллиона долларов) по самому кассовому дебютному уик-энду для фильма о боксе. |
| 49 | 6 декабря 2015   | Голодные игры: Сойка-пересмешница. Часть 2 | $18 857 547  | |
| 50 | 13 декабря 2015  | Голодные игры: Сойка-пересмешница. Часть 2 | $11 413 316  | «Голодные игры: Сойка-пересмешница. Часть 2» стали первым фильмом после «Форсажа 7», который лидировал по кассовым сборам четыре уик-энда подряд. |
| 51 | 20 декабря 2015  | Звёздные войны: Пробуждение силы           | $247 966 675 | «Звёздные войны: Пробуждение силы» заработали 57 миллионов долларов с предварительных просмотров в четверг вечером, побив рекорд «Гарри Поттера и Даров Смерти. Часть 2» (43,5 миллиона долларов) по самым высоким кассовым сборам за вечер четверга, а его сборы в размере 5,7 миллиона долларов от показов IMAX в четверг вечером побили рекорд «Мстителей: Эра Альтрона» (3 миллиона долларов) по самым высоким кассовым сборам от показов IMAX в четверг за всё время. Их кассовые сборы в день открытия в размере 119,1 миллиона долларов побили рекорды «Гарри Поттера и Даров смерти. Часть 2» (91,1 миллиона долларов) по самым высоким сборам за один день и за день открытия за всё время. Они также побили рекорд «Хоббита: Нежданное путешествие» (84,6 млн долларов) по самому кассовому дебютному уик-энду в декабре, рекорд «Голодных игр: И вспыхнет пламя» (158 млн долларов) по самому кассовому дебютному уик-энду в праздничный сезон и рекорд «Мира юрского периода» (208,8 млн долларов) по самому кассовому дебютному уик-энду для 3D-фильма, фильма с рейтингом PG-13 и за всё время. У фильма был самый кассовый дебютный уик-энд в 2015 году. |
| 52 | 27 декабря 2015  | Звёздные войны: Пробуждение силы           | $149 202 860 | «Звёздные войны: Пробуждение силы» побили рекорд «Мира Юрского периода» (106,6 млн долларов) по самым высоким сборам за второй уик-энд, а его 49,3 млн долларов на Рождество побили рекорд «Шерлока Холмса» (24,6 млн долларов) по самым высоким кассовым сборам на Рождество. Они также побили рекорд «Мира Юрского периода» (13 дней) как самый быстрый фильм, собравший 1 миллиард долларов по всему миру, преодолев отметку за 12 дней. |

## Самые кассовые фильмы
Ниже представлен список десяти фильмов, собравших наибольшую кассу в США и Канаде за 2015 год.
| Место | Название                                   | Дистрибьютор | Сборы, $    |
| ----- | ------------------------------------------ | ------------ | ----------- |
| 1     | Звёздные войны: Пробуждение силы           | Disney       | 936 662 225 |
| 2     | Мир юрского периода                        | Universal    | 652 270 625 |
| 3     | Мстители: Эра Альтрона                     | Disney       | 652 270 625 |
| 4     | Головоломка                                | Disney       | 356 461 711 |
| 5     | Форсаж 7                                   | Universal    | 353 007 020 |
| 6     | Миньоны                                    | Universal    | 336 045 770 |
| 7     | Голодные игры: Сойка-пересмешница. Часть 2 | Lionsgate    | 281 723 902 |
| 8     | Марсианин                                  | Fox          | 228 433 663 |
| 9     | Золушка                                    | Disney       | 201 151 353 |
| 10    | 007: Спектр                                | Sony         | 200 074 609 |